# Humin (Pologne)
Pour les articles homonymes, voir Humin.
Humin est une localité polonaise de la gmina de Bolimów, située dans le powiat de Skierniewice en voïvodie de Łódź.